# High-Volume-Sampler
Ein High-Volume-Sampler (HVS) ist ein Messgerät zur Erfassung von Schwebstaub bzw. anderen Schadstoffen. Es wird bei Messungen von Partikeln in der Außenluft verwendet. Kennzeichnend für das Messprinzip ist der besonders hohe Luftdurchsatz, der bei über 100 m³/h liegen kann.

## Aufbau und Verfahren
Ein High-Volume-Sampler besteht im Wesentlichen aus einem Volumenstrommessgerät und einem Gebläse für Volumenströme zwischen 1,5 m³/min und 1,9 m³/min. Bei der Probenahme von Partikeln werden diese auf einem Filter abgeschieden und der Filter im Anschluss ausgewogen. Die Strömungsführung ist so, dass vor der Partikelabscheidung ein Diffusor als aerodynamischer Gleichrichter wirkt. Um einer Erhöhung des Druckverlusts durch die Abscheidung von Tropfen entgegenzuwirken, ist der Filter beheizbar. Die Probenahmezeit pro Filter beträgt im Allgemeinen ungefähr 24 Stunden. Semivolatile Schadstoffe können mittels Polyurethanschaum erfasst werden.
Der aerodynamische Durchmesser der Partikel, die durch den High-Volume-Sampler erfasst werden, bewegt sich zwischen 0,3 µm und 30 µm. Der Vorteil des High-Volume-Samplers liegt darin, dass nach der Probenahmezeit ausreichend Staub für eine chemische Analyse zur Verfügung steht. Bei einer vierundzwanzigstündigen Probenahmedauer und einer angenommenen Massenkonzentration von 30 µg/m³ beträgt die abgeschiedene Partikelmasse ungefähr 65 mg. Bezogen auf ein während einer 24-stündigen Probenahmedauer angesaugtes Volumen von 2000 m³ beträgt die relative Nachweisgrenze 4 µg/m³.
Nachteilig beim Betrieb eines High-Volume-Samplers ist dessen hohe Geräuschentwicklung.